# Badiza ereboides
Badiza ereboides är en fjärilsart som beskrevs av Walker 1864. Badiza ereboides ingår i släktet Badiza och familjen nattflyn. Inga underarter finns listade i Catalogue of Life.